# Canon EOS 60D
Canon EOS 60D — цифровой зеркальный фотоаппарат серии EOS компании Canon. Анонсирован в августе 2010 года и в сентябре поступил в продажу. Фотоаппарат располагается в линейке Canon EOS между моделями Canon EOS 550D (а также вышедшими ей на смену 600D и 650D) и Canon EOS 7D. Модель ориентирована на фотолюбителей-энтузиастов, стремящихся улучшить свои навыки и умения.
60D пришёл на смену Canon EOS 50D, однако не является эволюционным развитием этой модели: у 60D полностью новый, более компактный корпус, существенно иной набор кнопок, и у него отсутствует ряд особенностей 50D и его предшественников.
У 60D впервые в семействе Canon EOS появился поворачивающийся дисплей, который в сочетании с режимом Live View допускает визирование при любом положении камеры. Пропорции дисплея составляют не 4:3, как у предыдущих моделей, а 3:2, что позволяет полнее использовать его площадь. Впервые появилась возможность обработки файлов в формате RAW прямо в фотоаппарате, а также применение спецэффектов к снимкам.
Через полтора года после появления 60D компания выпустила специальную версию 60Da, предназначенную для астрофотосъёмки.
Летом 2013 года появилась следующая модель, Canon EOS 70D.

## История линейки и позиционирование EOS 60D
Самый первый фотоаппарат семейства Canon EOS — плёночный Canon EOS 650 (1987 год) — был предназначен для опытных фотографов, и лишь позже появились модели для любителей и для профессионалов. Аналогично, первый цифровой фотоаппарат семейства — Canon EOS D30 (2000 год) — тоже был создан для этой группы пользователей и был идейно близок плёночной модели Canon EOS 30, которая, в свою очередь, восходит к EOS 650. Уже в EOS D30 были заложены основные особенности дизайна линейки моделей для фотографов-энтузиастов: диск с режимами экспозиции, расположенный слева на верхней панели, ЖК-дисплей с параметрами съёмки — справа, цветной ЖК-дисплей на задней панели, два колеса управления, встроенная подъёмная вспышка, пентапризма в видоискателе, накопитель CompactFlash.
За исключением появления у Canon EOS 10D (2003 год) корпуса из магниевого сплава, изменения конструкции носили эволюционный характер: количество и расположение кнопок, появление джойстика, исчезновение лампы подсветки автофокуса. При этом, разумеется, электронные компоненты становились всё более совершенными, улучшались видоискатель, затвор, внедрялись новые технологии. Модели этой линейки до 2009 года оставались наиболее технически оснащёнными и дорогими фотоаппаратами Canon с матрицей формата APS-C.
Canon EOS 50D, представленный в августе 2008 года, стал последним фотоаппаратом всего семейства EOS без функции съёмки видео. Год спустя появился Canon EOS 7D, который отобрал у 50D титул самой оснащённой модели в семействе с матрицей APS-C. Хотя 7D унаследовал все характерные особенности линейки, он не стал прямым преемником 50D, а открыл собой новую линейку, будучи более оснащённым и дорогим фотоаппаратом.
Canon EOS 60D, появившийся через год после EOS 7D, заполнил собой нишу между любительской линейкой, которую на тот момент представлял Canon EOS 550D, и полупрофессиональным 7D. Этот фотоаппарат стал принципиально новой моделью, отличаясь конструкцией от 50D сильнее, чем сам 50D отличается от первой модели линейки, D30. Корпус из магниевого сплава и поддержка карт CompactFlash остались в прошлом, сделано несколько упрощений по сравнению с 50D. Новая модель оказалась в иной ценовой категории: даже через два года после своего появления морально устаревавший 50D продавался по более высокой цене, чем новый 60D. Таким образом, с выпуском 60D компания «Кэнон» провела коррекцию своей линейки моделей для фотографов-энтузиастов, несколько упростив конструкцию и снизив стоимость, и предложив для наиболее требовательных пользователей модель Canon EOS 7D.

## Основные отличия от Canon EOS 50D
60D позаимствовал от старшей модели, 7D, новую 18-мегапиксельную матрицу (у 50D разрешение составляет 15 млн пикселей) с расширенным штатным диапазоном чувствительности: от 100 до 6400 ISO вместо 100—3200 ISO у 50D. Функции съёмки видео в формате Full HD и система экспозиции iFCL тоже аналогичны тем, что используются в 7D.
Фотоаппарат получил поворотный дисплей с соотношением сторон 3:2 — обе эти возможности являются новыми для семейства EOS (раньше пропорции дисплея составляли 4:3). Кроме того, стала возможна съёмка не только с пропорциями матрицы 3:2, но и 1:1, 4:3, 16:9. Также впервые для Canon в фотоаппарате появилась функция преобразования RAW в JPEG.
С появлением поворотного дисплея существенно изменился набор кнопок, их стало намного меньше, ряд функций теперь доступен только из меню. Уменьшилось количество параметров съёмки, выводимых на верхний дисплей. Вместо двух пользовательских режимов (у 50D) остался один, зато появился отдельный режим для съёмки с длительной выдержкой (как у 7D). Джойстик у новой модели интегрирован во вспомогательное колесо управления.
Вместо магниевого сплава в качестве материала корпуса используется усиленный пластик, благодаря чему удалось снизить вес готового к съёмке фотоаппарата на 67 г. Новый аккумулятор LP-E6 — такой же, как у 5D Mark II — обеспечивает съёмку до 1100 кадров по методике CIPA, по сравнению с 800 у 50D.
Вместо карт памяти CompactFlash используются карты Secure Digital. Скорость съёмки уменьшена с 6,3 до 5,3 кадров/с, количество снимков в серии в формате JPEG — с 90 до 58 (по данным производителя). Отсутствует функция коррекции автофокуса под объективы. Убран разъём для синхронизации вспышек, но добавлена возможность работы с несколькими вспышками дистанционно.

## Совместимость
Canon EOS 60D совместим с объективами с байонетами Canon EF и EF-S, а также фотовспышками Canon Speedlite серии EX.

## Комплект поставки Canon EOS 60D
Canon EOS 60D предлагается в четырёх основных вариантах комплектации:
- без объектива — рекомендуемая стоимость 1100 долларов США, 1150 евро, 1100 фунтов стерлингов;
- с объективом EF-S 18-55mm f/3.5-5.6 IS II — 1250 евро, 1200 фунтов;
- с объективом EF-S 18-135mm f/3.5-5.6 IS — 1400 долларов, 1400 евро, 1400 фунтов.

На отдельных рынках предлагаются и другие комплектации, например, в Японии компания предлагала вариант с двумя объективами, EF-S 18-55mm f/3.5-5.6 IS II и EF-S 55-250mm f/4-5.6 IS, а в США с объективом EF-S 18-200mm f/3.5-5.6 IS.
Также в комплект поставки входят: литий-ионная аккумуляторная батарея LP-E6 и зарядное устройство LC-E6/LC-E6E (версия со встроенной вилкой или с кабелем в зависимости от страны), шейный ремень, крышка на крепление для объектива, наглазник, аудиовидеокабель, USB-кабель UC-E4, программное обеспечение и инструкция по эксплуатации.

## Canon EOS 60Da
3 апреля 2012 компания представила модель Canon EOS 60Da, предназначенную для астрофотографии. Благодаря тому, что фильтр низких частот (англ. low-pass filter) этой модели обладает лучшей пропускной способностью в красной части видимого спектра, фотоаппарат предоставляет больше возможностей для съёмки космических объектов.
Эта модель продолжает серию астрофотоаппаратов, первой моделью которой в 2005 году стал Canon EOS 20Da. Объявленная стоимость 60Da составляет 1500 долларов США.